# Swarm - Minaccia dalla giungla
Swarm - Minaccia dalla giungla (Flying Virus) è un film televisivo del 2001, diretto dal regista Jeff Hare.
Nonostante il titolo italiano, non ha nulla a che vedere con il film del 1978 Swarm diretto da Irwin Allen.
Il film ha avuto un seguito nel 2003, Swarm 2 - Nel cuore della giungla (Deadly Swarm) diretto da Paul Andresen.

## Trama
Un giornalista scopre una cospirazione governativa per scatenare api killer portatrici di un virus che potrebbe spazzare via l'umanità.

## Produzione
Il film è frutto di una coproduzione tra Stati Uniti e Brasile.